# Túlélők (Lost)
2004. szeptember 22-én, illetve 29-én került először adásba az amerikai ABC csatornán a sorozat első két részeként. Jeffrey Lieber, J. J. Abrams és Damon Lindelof írta, és J. J. Abrams rendezte mindkettőt. Az első epizód középpontjában Jack Shephard, a másodikéban Kate Austen és Charlie Pace áll.

## Az epizód forgatása
Ez a sorozatepizód volt a legdrágább költségvetésű a televíziózás történelmében (ennek köszönhetően még a Guinnes Rekordok könyvébe is bekerült)[forrás?]. Ez főként a Lockheed L-10 11 repülőgép megvásárlásának volt köszönhető, amiért a vételi ár mellett a szállítási költséget is meg kellett fizetni, ami eléggé magas volt, hiszen a repülőgépet a Mojave sivatagból kellett elszállítani a San Franciscó-i öbölbe. Az epizód teljes költsége végül $10 és $14 millió dollár között alakult. 
Sarah Caplan (az Alias című sorozat egyik producere, aki a Lost nyitóepizódjának produkciós feladatait látta el) elmondása szerint a pilot forgatása 2004. január 26-án vette kezdetét. A repülőgép belsejében játszódó eseményeket március 9-étől kezdődően vették fel Los Angelesben. A forgatást Hawaii-on március 17-én kezdték. A befejezés május 1-jén történt meg.

## Ismertető

### Visszaemlékezések

#### Első rész
Jack a repülőgép 23A ülésén ül, és elmerengve néz ki az ablakon. A barátságos légiutas kísérő, Cindy, odamegy Jackhez és megkérdezi tőle, milyen volt az itala. Mire Jack azt feleli, nem volt elég erős, Cindy ad neki két üveg vodkát, megszegve ezzel a szabályzatot. Jack az egyik üveget kiissza, a másikat pedig az öltönye zsebébe rakja. Miután föláll, majdnem fellöki a sietve arra haladó Charlie Pace, akit Cindy és a személyzet tagjai üldözőbe vettek. „Nagyon sürgős lehet neki” - kommentálja az eseményt a Jack mellett, a 23D ülésen ülő Rose Nadler. Jack beszédbe elegyedik vele, miközben a gép rázkódni kezd. Rose aggódik, mert a férje még nem tért vissza a mosdóból. Jack megnyugtatásképpen azt ígéri, Bernard visszatértéig elszórakoztatja..
Nem sokkal ezután, a repülőgép váratlanul erős zuhanásba kezd. Az egyik álló utas nekicsapódik a tetőnek. Az egyre süllyedő nyomásnak köszönhetően oxigén-maszkok hullanak alá a plafonról, melyeket Jack, Rose, és az összes többi utas az arcuk elé tartanak.

#### Második rész
Charlie idegesen, a drog hiányától szenvedve üldögél az Oceanic Airlines 815-ös járatán. Feszültségében az ülés fém karfáját ütögeti, magára vonva Cindy, a légiutas kísérő figyelmét. Megkérdezi Charliet, minden rendben van-e. Charlie igyekszik lerázni őt, de Cindy felfigyel zavartságára. Hátramegy szólni néhány társának. Ezt észrevéve, Charlie elmenekül a mosdók irányába, és majdnem fellöki Jacket és Shannont. Mielőtt Cindy és társai utolérhetnék, bezárkózik egy mosdóba. Előveszi a cipőjében rejtegetett heroinját, majd miután egy keveset fogyaszt belőle, beledobja a WC-be. Már épp készül lehúzni, amikor a repülőgép rázkódni kezd, és beveri a fejét a mennyezetbe. Kirohan a mosdóból, és keres egy szabad ülést, ahol becsatolja magát.
Kate megbilincselve, a békebíró, Edward Mars kíséretében utazik a gépen. A gép heves rázkódása közben a békebírót fejen találja egy aktatáska. Vérzeni kezd, és eszméletét veszti. Az oxigén-maszkok lehullása után Kate minden erejét összeszedve próbál elkapni egyet, de a bilincs akadályozza. Elvéve a kulcsot a békebírótól, leveszi a bilincset, és megfog egy maszkot. Felváltva tartja a saját és a békebíró arca elé. Pánikba esik, amint ráeszmél, hogy a gép hátsórésze leszakadt.

### Valós idejű történések

#### Első rész (1-2. nap)
Jack a dzsungelben fekve tér magához. Egy labrador retriever jön elő a fák erdejéből. Egy pillanatra megáll Jack mellett, majd tovább megy. Jack a sérülései ellenére összeszedi magát és feltápászkodik. Elindul a tenger hullámzásának irányába, hogy kiderítse hol van. Futása közben elhalad egy fa mellett, amin egy fehér teniszcipő lóg.
Jacket egy üres tengerpart képe fogadja a tengerhez érve. Emberi kiáltozásokat hall, ezért a hangok felé veszi az irányt. Az Oceanic 815-ös járatának lángoló roncsai, rengeteg halott, súlyosan sérült túlélők… Ezek fogadják Jacket odaérve. Látja, ahogy Charlie Pace veszélyesen közel álldogál a még mindig forgó turbinánál. A koreai Jin-Soo Kwon a felesége után kiáltozik. Michael Dawson a fiát, Waltot keresi. Shannon Rutherford a katasztrófától sokkos állapotba került, s most megállás nélkül sikoltozik. John Locke és egy másik túlélő segítségével Jack kimenekít egy egy sérültet a roncsok alól. A 8 hónapos terhes Claire Littleton segítségért kiáltozik, mire Jack odamegy hozzá. Az eszméletlen Rose Nadleren is segíteni próbál Boone Carlyle segítségével. Hirtelen, Gary Troup-ot, az egyik utast, beszippantja a turbina, mire az hatalmas robajjal felrobban. Jack arra kéri Clairet, maradjon ott, ahol van, majd megkéri Hurley Reyest, hogy legyen Claire mellett. Visszamegy Rose-hoz, aki még mindig eszméletlenül fekszik. Az elsősegélynyújtásban profi Boone úgy véli, egy toll segítségével meg tudná menteni Roset, így hát minden útba akadó túlélőtől megkérdezi, van-e egy tolla. Jack eközben sikeresen magához téríti Roset. Észreveszi, hogy a repülőgép szárnya Hurley és Claire fölött elkezdett összeroskadni. Jack odarohan hozzájuk, és arrébb megy velük, még mielőtt a gép szárnya lecsapódik, és robbanást eredményez.
A repülőgép roncsainál lezajlott eseményeket követően, Jack félrevonul egy nyugodt helyre, hogy végre a saját sérüléseit is elláthassa. Keres egy varrókészletet, amivel összeölthetné, de képtelen önmaga megsegítésére. Észrevesz egy arra haladó fiatal nőt, Kate Austent, és megkéri, hogy varrja össze. Kate vonakodik ugyan, de végül mégis segít Jacken. Jack (aki sebészként dolgozik) elmeséli neki első önállóan végzett műtétjét, amikor életveszélyes állapotba sodorta páciensét, a gerinc egy részét fedő vékony hártya elvágásával. Hagyta, hogy eluralkodjon rajta a félelem, de csak addig, amíg elszámolt ötig. Utána ugyanis sokkal jobban érezte magát, és helyre tudta hozni a hibáját, s a páciense végül meggyógyult. 
A tengerparton, Jack a súlyosan sérült Edward Marsot ellenőrzi. Kate megkérdezi tőle, fel fog-e épülni, mire Jack feltételezi, hogy Kate ismeri a férfit. Kate csupán annyit mond, hogy egymás mellett ültek a repülőgépen.
Hurley összegyűjti a megmaradt élelmet, és szétosztja a túlélők között. Többek között Clairenek is ad belőle. Egy kicsivel odébb, Boone csokoládéval kínálja a húgát, Shannont, de Shannon nem hajlandó elfogadni. Azt mondja, majd eszik a mentőhajón.
Este, a túlélők ijesztő, gépies hangot hallanak a dzsungelből. Látják, ahogy az a valami - amit később „a Szörny”-ként emlegetnek - kidöntögeti a fákat. A félelem lesz úrrá a táboron.
Másnap, Jack Kate és Charlie társaságában elindul a repülőgép orr-részének vélhető helyére, hogy megpróbáljanak segítséget kérni a pilótafülkében található rádióval. Kate azon töri a fejét útközben, hogy honnan ismeri Charliet, mire Charlie elmondja neki, hogy a Drive Shaft nevű rock-banda tagja, ami Kate egyik barátnőjének nagy kedvence.
Mire Jackék odaérnek a pilótafülkéhez, elered az eső. Bemásznak, és felkapaszkodnak a legtetejébe, ahol Jack egy tűzoltókészülékkel betöri az ajtót. Megtalálják a pilótát, akiről mindazidáig azt gondolják, hogy halott, amíg hirtelen fel nem ébred. Elmondja Jacknek és Katenek, hogy a katasztrófa után elvesztették a rádió-kapcsolatot a külvilággal. 1000 mérfölddel eltértek az eredeti iránytól, így hát nem valószínű, hogy bárki is keresné őket errefelé. Megmutatja Jacknek, hol van a rádió, de teljesen feleslegesen, ugyanis nem működik. Kate és Jack felfedezik, hogy Charlie eltűnt. Kate a mosdóban talál rá. 
A tengerparton, a túlélők menedéket keresnek a rájuk zúduló eső elől. John Locke nem aggódik attól, hogy megázik. Kezeit az égnek emelve élvezi a frissítő záport. A koreai házaspár, Jin és Sun, egy repülőgép roncs alatt találnak menedéket. Jin nem engedi, hogy bárki más rajtuk kívül bemenjen oda. Feleségét is arra utasítja, hogy mindig maradjon mellette, és ne foglalkozzon a többi túlélővel. 
A pilótafülkében, a pilótával folytatott beszélgetést megzavarja „a Szörny” megjelenése, amit a tengerparton is hallanak a túlélők. Az ablakon keresztül kiragadja a pilótát; vére visszafröccsen az ablaküvegre. Jackék futásnak erednek. Kimenekülve az összeroskadó pilótafülkéből, Charlie rohanás közben elesik. Jack visszamegy érte, míg Kate rohan tovább. Elbújva „a Szörny” elől, visszaemlékezik Jack történetére, és Jackhez hasonlóan elszámol ötig, hogy megnyugodjon. Charlie rátalál Katere, és együtt mennek vissza a hátramaradt Jackhez.
Kate egy pocsolyában megtalálja a pilóta jelvényét. A víztükörben látja, hogy a felette tornyosuló fán egy holttest van. „A pilóta” - állapítja meg a megérkező Jack a véres, szétmarcangolt test személyét. 

#### Második rész (2. nap)
Jack, Kate, és Charlie visszafelé tartanak a tengerpartra a pilótafülke felkutatása után. Kate megkérdezi Charliet, mit csinált a mosdóban, mikor rátalált. Charlie azt mondja, nem érezte túl jól magát, és sajnálja, hogy csak ennyivel járulhatott hozzá akciójukhoz.
A parton, Shannon Boone ellenszenvezése ellenére a napon sütkérezik. Boone mérges rá, amiért csak magával törődik, és nem veszi ki a részét semmiben. Shannon azonban fölöslegesnek tartja, hogy bármit is csináljon, mert hiszi, hogy a mentőcsapat bármelyik pillanatban megérkezhet. A napozás közben beszédbe elegyedik Claire-rel, aki aggódik a kisbabája miatt, mert a zuhanás óta egyszer sem érezte hogy rugdalózna.
A tengernél, Sun Jint figyeli, ahogy különböző kagyló-, és rákféléket gyűjt a vízből. Michael odamegy Sunhoz, és megkérdi, nem látta-e a fiát, Waltot. Sun koreaiul szól hozzá, mire Michael belátja, hogy itt hiába próbálkozik. Mielőtt Michael elmegy, Jin megszidja Sunt, amiért kigombolta a blúzát, miközben más férfiak is láthatják. Michael nem sokkal odébb ráakad a fiára, aki a kutyáját, Vincentet keresi. És habár a kutyát nem lelte meg, valami mást talált: egy fémbilincset a fűben.
Mikor Jack Kate-tel és Charlieval együtt visszatér a partra, Sawyer és Sayid épp vitatkoznak és verekednek. Sawyer ugyanis azzal vádolja Sayidot, hogy egy terrorista, és miatta zuhant le a gép. Csak Katenek sikerül elhallgattatnia őket, amikor megkérdezi, hogy tud-e valaki segíteni megjavítani a jeladót. Sayid vállalja a feladatot.
Hurley meglátogatja a jeladót javítgató Sayidot, és elmondja, hogy ő egészen biztos abban, hogy jó ember. Érdeklődni kezd Sayid múltja iránt, különösen akkor, amikor megtudja, hogy Sayid is az öbölháborúban katonáskodott, csakúgy mint az egyik barátja. Nagy megdöbbenés figyelhető meg az arcán, amikor megtudja, hogy Sayid az ellenség oldalán, a Republikánus Gárdában szolgált.
Sayidnak sikerül megjavítani a jeladót, de ahhoz nincs elég térerő a parton, hogy segélykérő jelzést adhassanak le. Kate vállalja, hogy elmegy vele a hegyekbe – annak ellenére, hogy Jack óva inti őt ettől, emlékeztetve a pilótafülkénél történtekre.
Jin egy tálcára rakja az összegyűjtött „tengeri gyümölcsöket”, és elmegy, hogy megkínálja a túlélőket belőle. A felesége segítségét teljes mértékben visszautasítja. Ellenszegülve férje akaratával, miután elmegy, Sun újra kigombolja a blúzát. A part egy másik részén, Michael megpróbál közelebb kerülni fiához, aki épp egy spanyol nyelvű képregényt nézeget. Megígéri neki, hogy haza fognak jutni és vesz neki egy új kutyát Vincent helyett. Walt faképnél hagyja apját.
Ezalatt, a többi túlélő más-más dologgal foglalja el magát. Jack megbízza Hurleyt, hogy keressen antibiotikumokat. Charlie félrevonul, hogy magához vegyen a megmaradt heroinjából. Boone leül a sírdogáló húga, Shannon mellé, aki a halott jegyszedő srác holtteste mellett kesereg. A jegyszedő ugyanis nem engedte őket az első osztályon utazni, ezért Shannon nagyon undok volt vele, holott most neki köszönheti életét. Boone azt mondja Shannonnak, hasznosabban is eltölthetné az idejét, ahelyett hogy ücsörög. Shannon sértődöttségében csatlakozik a hegyekbe készülő Katehez és Sayidhoz, ezzel bizonyítván Boone-nak, hogy nem haszontalan. Charlie – meghallva, hogy Shannon is megy – szintén csatlakozik a csapathoz, csakúgy mint Boone. Végül Sawyer társul be hozzájuk, aki épp egy a zsebében tartott levelet olvasott elmerengve.
Mialatt Michael megtudja, hogy a zuhanás után látta Walt kutyáját a közelben, Walt John Locke-kal társalog, aki megtanítja a fiúnak a backgammon alapszabályait. Walt elárulja John-nak, hogy egy hete halt meg az anyukája, és most költözött volna az apjához, Michaelhez. John is meg készül osztani valamit Walttal, ezért megkérdezi tőle, akar-e tudni egy titkot. 
Jin Claire-t is megkínálja a tengeri élőlényekből, aki vonakodva ugyan, de megkóstolja azt. Amint eszik belőle, Claire örömmel pattan fel a földről, mert a kisbabája újra elkezdett rugdalózni a hasában.
A hegyekbe menetelő csapat azon vitatkozik, mikor kapcsolják be az egyre jobban merülő jeladót. Vitájukat egy rémisztő hang zavarja meg; valami közeledik feléjük. Kate és a többi túlélő gyorsan menekülőre fogja, Sawyert kivéve, aki hátramarad. Elővesz egy pisztolyt, és néhány lövéssel földre teríti a fenevadat. A csapat visszasiet, hogy megnézzék, mit lőtt le Sawyer; nagy megdöbbenésükre, egy jegesmedvét. Mielőtt belefognának a találgatásba a vadállatról, Kate másra tereli a figyelmet: honnan van Sawyernek pisztolya? Sawyer azt állítja, egy a gépen utazó békebírótól vette el a fegyvert a zuhanás után, azt gondolván, még hasznos lehet. Sayid meggyanúsítja Sawyert, hogy ő a fegyenc, akit a békebíró vissza akart toloncolni az államokba. Kihasználva a helyzetet, Kate elveszi Sawyertől a fegyvert, és Sayid utasításai szerint szétszedi. Átadja a pisztoly egy darabját Sawyernek, aki odasúgja neki: „Ismerem a fajtádat. Voltam már ilyen lányokkal.” „De nem egészen ilyen lányokkal” – vág vissza Kate.
A tengerparton, Hurley segít Jacknek ellátni a sérült békebírót, Edward Marsot, akinek egy fémdarab fúródott a testébe. Hurley nem bírja a vér látványát, és csakhamar elájul. Jack egyedül próbája megmeneteni a haldokló férfit, de nem lévén elég nyugtatója, a békebíró hirtelen magához tér. Közelebb rántja Jacket és idegesen megkérdezi: „Hol van a nő?”
Miután Kate és a csapat tovább haladt felfelé, Sayid bekapcsolja a jeladót. Egy a szigetről jövő bejövő jelet érzékel. Beállítja a megfelelő frekvenciát, mire egy francia nő adását fogja be. Shannon – felhasználva kevés francia nyelvismeretét – rájön, hogy az adás egy segélykérés. „Megölte őket, mindenkit megölt” – fordít Shannon. Sayid kiszámítja, hogy a folyton ismétlődő üzenet már több mint 16 éve adásban van. A csapat ráeszmél, hogy mivel a segélykérés azóta is ismétlődik, valószínűleg senki sem jött a francia nő megmentésére. „Emberek…hol lehetünk?” – teszi fel a kérdést Charlie.